# Bishopville (Maryland)
Bishopville es un lugar designado por el censo ubicado en el condado de Worcester en el estado estadounidense de Maryland. En el Censo de 2010 tenía una población de 531 habitantes y una densidad poblacional de 70,7 personas por km².

## Geografía
Bishopville se encuentra ubicado en las coordenadas 38°26′19″N 75°12′32″O / 38.43861, -75.20889. Según la Oficina del Censo de los Estados Unidos, Bishopville tiene una superficie total de 7.51 km², de la cual 7.43 km² corresponden a tierra firme y (1.03%) 0.08 km² es agua.

## Demografía
Según el censo de 2010, había 531 personas residiendo en Bishopville. La densidad de población era de 70,7 hab./km². De los 531 habitantes, Bishopville estaba compuesto por el 77.97% blancos, el 19.77% eran afroamericanos, el 0% eran amerindios, el 1.32% eran asiáticos, el 0% eran isleños del Pacífico, el 0.56% eran de otras razas y el 0.38% pertenecían a dos o más razas. Del total de la población el 5.46% eran hispanos o latinos de cualquier raza.